# Cooray Grounds
Cooray Grounds – wielofunkcyjny stadion w mieście Kolombo na Sri Lance. Jest obecnie używany głównie dla meczów piłki nożnej i gości domowe mecze Cooray SC.